# Três Ranchos
| Três Ranchos                      | Três Ranchos                                                                 |
| --------------------------------- | ---------------------------------------------------------------------------- |
|                                   |                                                                              |
| Wappen                            | Flagge                                                                       |
| Wappen von Três Ranchos unbekannt | Flagge von Três Ranchos unbekannt                                            |
| Karten                            |                                                                              |
|                                   |                                                                              |
| Basisdaten                        |                                                                              |
| Staat:                            | Brasilien (BRA)                                                              |
| Verwaltungsgliederung:            | Mittelwesten                                                                 |
| Bundesstaat:                      | Goiás (GO)                                                                   |
| Mesoregion:                       | Süd-Goiás                                                                    |
| Mikroregion:                      | Catalão                                                                      |
| Angrenzende Gemeinden:            | Ouvidor, Abadia dos Dourados, Douradoquara, Grupiara, Cascalho Rico, Catalão |
| Distanz zu Goiânia:               | 283 km                                                                       |
| Geografische Lage:                | 18° 21′ S, 47° 47′ W                                                         |
| Zeitzone:                         | UTC−3 Sommer: UTC−2                                                          |
| Fläche:                           | 282,064 km²                                                                  |
| Einwohner:                        | 2817                                                                         |
| Bevölkerungsdichte:               | 10,0 Einwohner / km²                                                         |
| Höhe:                             | 687 m                                                                        |
| Postleitzahl (CEP):               | 75720-000                                                                    |
| Telefonvorwahl:                   | +55 64                                                                       |
| Adresse der Stadtverwaltung:      | Av. Coronel Levino Lopes, 17 Setor Centro                                    |
| Offizielle Website:               | www.tresranchos.go.gov.br                                                    |
| Jahrestag:                        | 19. Oktober                                                                  |
| Gemeindegründung:                 | 1953                                                                         |
| Politik                           |                                                                              |
| Bürgermeister:                    | Rolvander Pereira Wanderley (PSDB), 2009–2012                                |
| Vize-Bürgermeister:               | Enéas Torquatro Pereira, 2009–2012                                           |

Três Ranchos ist eine kleine politische brasilianische Gemeinde im Südosten des Bundesstaates Goías in der Mikroregion Catalão an der Grenze zum Bundesstaat Minas Gerais.

## Geographische Lage
Três Ranchos grenzt
- im Westen an Catalão
- im Norden an Ouvidor

und getrennt durch den Emborcação-Stausee, der hier die Grenze zum Bundesstaat Minas Gerais markiert,
- im Osten an Abadia dos Dourados
- im Südosten an Douradoquara
- im Süden an Grupiara und Cascalho Rico